# Кейтсби ап Роджер Джонс
Кейтсби ап Роджер Джонс (англ. Catesby ap Roger Jones; 15 апреля 1821, Фэрфилд, Виргиния — 20 июня 1877, Селма, Алабама) — американский морской офицер XIX века. В годы Гражданской войны в США служил во флоте Конфедеративных Штатов Америки. Известен как командир броненосца «Вирджиния» в бою против броненосца северян «Монитор».